# Санкон, Амаду
Амаду Санкон (фр. Amadou Sankon; 1943, Божжа) — гвинейский футболист, защитник. Участник летних Олимпийских игр 1968 года.

## Биография
В 1968 году главный тренер национальной сборной Гвинеи Наби Камара вызвал Санкона на летние Олимпийские игры в Мехико. В своей группе Гвинея заняла последнее четвёртое место, уступив Колумбии, Мексики и Франции. Амаду Санкон на турнире сыграл в трёх матчах.